# Herbert Fojtlin
Herbert Fojtlin (* 14. Oktober 1976 in Wien) ist ein österreichischer ehemaliger Leichtathlet.

## Werdegang
Fojtlin wurde dreimal österreichischer Meister. Seine größten sportlichen Erfolge feierte er im Mittelstreckenlauf und Sprint, gewann aber auch Bewerbe im Langstreckenlauf und zeichnete sich somit durch eine enorme Bandbreite an Disziplinen aus. Er hält den Stadionrekord in der Profertil Arena Hartberg über 800 Meter mit einer Zeit von 1:52:09 min aus dem Jahr 1998.
Neben seiner Karriere im Leistungssport absolvierte Fojtlin ein Studium in Biologie sowie Sport und schloss dieses als Bachelor of Science ab. Außerdem widmete er sich dem Chorgesang und der musikalischen Früherziehung.

## Sportliche Erfolge (Auswahl)
- 1999: Österreichischer Vizemeister, 800 Meter
- 2000: Österreichischer Meister, Halle, 800 Meter
- 2005: Österreichischer Vizemeister, 4-mal-100-Meter-Staffel
- 2005: 3. Platz bei den Österreichischen Meisterschaften, 800 Meter
- 2012:	Österreichischer Meister, 3-mal-1000-Meter-Staffel
- 2013:	Österreichischer Meister, 3-mal-1000-Meter-Staffel
- 2013:	3. Platz bei den Österreichischen Meisterschaften, 4-mal-400-Meter-Staffel